# Операція РЯН

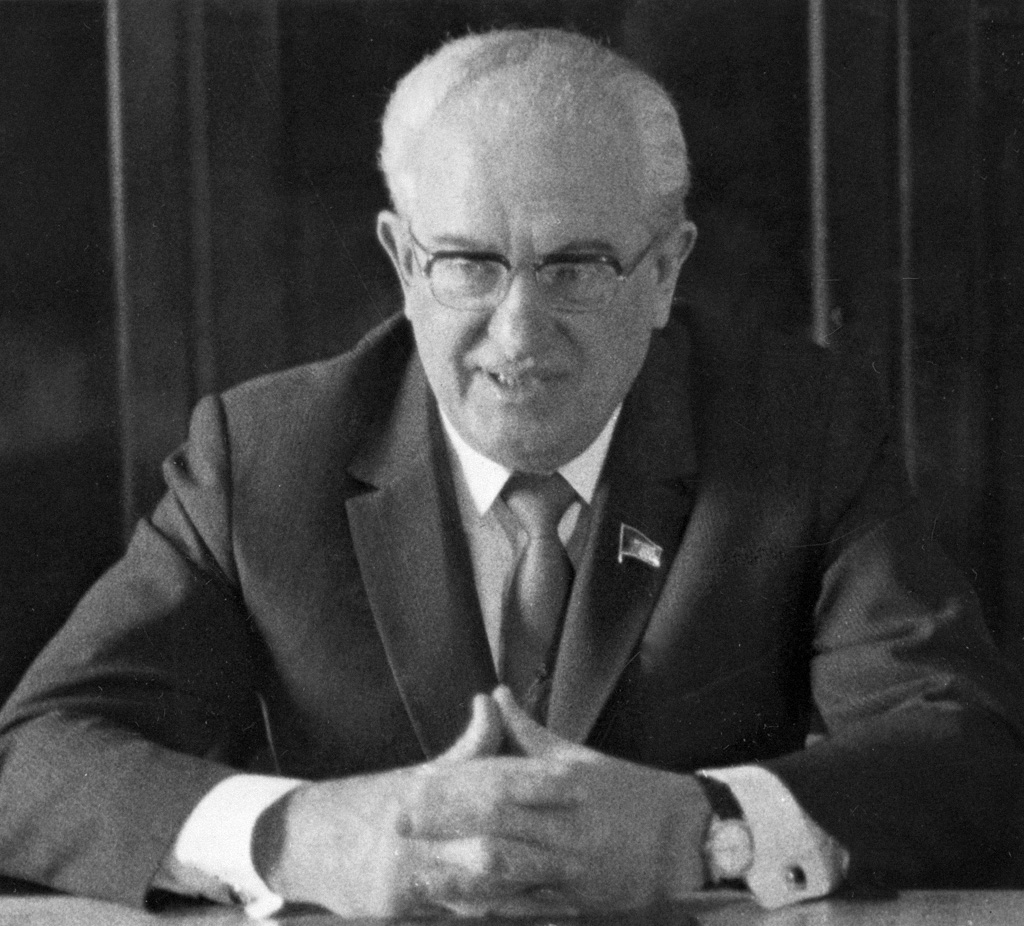
Тодішній голова КДБ Юрій Андропов був найбільшим прихильником цієї операції

Операція РЯН (Ракетно-Ядерний Напад) — спільна операція ГРУ і КДБ, яка проводилася з 1981-го по 1984-й рік.
Операція була ініційована у травні 1981 року на закритому засіданні Політбюро ЦК КПРС з високопоставленими офіцерами КДБ. На засіданні, де були присутні також генеральний секретар ЦК КПРС Леонід Брежнєв і головою КДБ Юрієм Андроповим, було оголошено, що США, можливо, готує ядерний напад на СРСР. Задля протидії нападу Андропов оголосив про початок операції РЯН силами КДБ і ГРУ.